# Igreja Nova
Igreja Nova là một đô thị thuộc bang Alagoas, Brasil. Đô thị này có diện tích 428,55 km², dân số năm 2007 là 22952 người, mật độ 53,56 người/km².